# 中央税警总团
中央税警总团是1940年汪精卫政府财政部长周佛海创立的部队。

## 历史
1940年7月，汪伪财政部长周佛海创建中央税警学校和中央税警总团。
1942年12月，周佛海收编武汉黄卫军总司令熊剑东部，扩编中央税警第一总团(羅君強)和第二总团(熊剑东)。1943年3月1日两部合编为中央税警总团，总团长羅君強，副总团长熊剑东（率黄卫军军校学员3000人到上海）。
1944年1月4日，周佛海兼任总团长，羅君強调任伪安徽省长。总团部设上海，辖参谋、政训、总务、经理4处，大部驻上海，设宁波分团(徐肇夏)、海州分团(马儒学/1943年底杨仲华/1944年冬刘勉)。

## 后续
抗战胜利后，海州分团改编为国民党淮北税警支队。刘福龙(刘小雨、刘伏龙)带3个大队约1000余人到东海县牛山改称“陇海总队”，1946年1月19日近700人起义编入新四军淮海独立旅第三团，1946年4月17日刘福龙被处决。
抗日战争胜利后，中央税警总团被军统局所属的交警总队收编。熊剑东被任命为交通警察第7总队的少将总队长，并很快被投入到随后爆发的内战中。1946年6月下旬，国军进攻苏中解放区，爆发苏中战役。华中野战军采取集中优势兵力、各个歼灭敌人的战法。1946年8月21日至23日，解放军的第1师、第6师、第7纵队、第5旅以及地方武装对丁堰、林梓地区发起攻击，歼灭了交通警察第7总队、第11总队共5个大队及整编第49师第26旅残部一个营。在这次攻击中，敌方死伤1500余人，解放军俘获了交通警察第7总队少将总队长熊剑东以及其他2000余人。8月22日，熊剑东在江苏丁堰受伤被俘后死亡。